# عز الدين عبد العزيز خليل
عز الدين عبد العزيز خليل، المعروف أيضًا باسم ياسين السوري، هو قيادي في تنظيم القاعدة وأحد الممولين، وضعت حكومة الولايات المتحدة مكافأة 10 ملايين دولار للإدلاء بمعلومات عن مكانه.

## حياته
ولد في مدينة القامشلي في عام 1982. لديه العديد من الأسماء المستعارة مثل ياسين السوري، وعز الدين عبد العزيز خليل وزين العابدين.

## النشاط والإدعاءات
تقول تقارير الحكومة الأمريكية أن عز الدين بدأ تواصله مع تنظيم القاعدة وجمع التبرعات والدعم الولجيستي في إيران بدايةً من 28 يوليو 2011. حيث تدعي وزارة الخزانة الأمريكية أن عز الدين قد عاش وعمل في إيران منذ عام 2005 بموجب اتفاق بين القاعدة والحكومة الإيرانية لتحويل الأموال والمجندين عبر الأراضي الإيرانية إلى باكستان وأفغانستان، وأنه تفاوض مع الحكومة الإيرانية للإفراج عن عناصر القاعدة من السجون الإيرانية ومن ثم تسهيل سفرهم إلى باكستان. ووفقًا لوول ستريت جورنال فإن هذا التصريح يٌعتبر أول اتهام من الحكومة الأمريكية موجه ضد إيران بأنها تتحالف مع تنظيم القاعدة."
في 22 ديسمبر 2011 أعلنت وزارة الخارجية الأمريكية كجزء من «برنامج المكافآت من أجل العدالة» عرض مكافأة مالية قد تصل إلى 10 ملايين دولار لمن يدلي بمعلومات عن مكان عز الدين والملا عمر وأبو بكر البغدادي. بالإضافة إلى مكافأة قد تصل إلى 25 مليون دولار لمن يدلي بمعلومات عن أيمن الظواهري.